# Hilde Bruch
Pour les articles homonymes, voir Bruch.
Hilde Bruch, née le 11 mars 1904 à Dülken, dans le district de Düsseldorf, en Allemagne et morte le 15 décembre 1984 à Houston (Texas), est une psychiatre et psychanalyste américaine d'origine allemande, spécialisée dans les troubles des conduites alimentaires.

## Publications
- Les Yeux et le ventre : l'obèse, l'anorexique, Paris, Payot & Rivages, 1994 (ISBN 978-2-228-88836-3).
- Conversations avec des anorexiques, Paris, Ed Payot et Rivages, coll. « Petite Bibliothèque Payot », 2005, 266 p. (ISBN 978-2-228-89983-3).